# ديساي وليامز
ديساي وليامز هو منافس ألعاب قوى كندي، ولد في 12 يونيو 1959 في باستير في سانت كيتس ونيفيس.

## وصلات خارجية
- ديساي وليامز على موقع الاتحاد الدولي لألعاب القوى (الإنجليزية)
- ديساي وليامز على موقع أوليمبيديا (الإنجليزية)
- ديساي وليامز على موقع اللجنة الأولمبية الكندية (الإنجليزية)
- ديساي وليامز على موقع اتحاد ألعاب الكومنولث (مؤرشف) (الإنجليزية)